# Porsche Tennis Grand Prix
Porsche Tennis Grand Prix är en tennisturnering för damer som spelas årligen i Stuttgart, Tyskland. Turneringen ingår i kategorin Premier på WTA-touren och spelas inomhus på hardcourt. Den startade 1978 och singelvinnaren kan välja mellan att ta prispengarna eller en Porsche med sig hem. 

## Resultat

### Singel
| År   | Mästare             | Finalist               | Resultat      |
| ---- | ------------------- | ---------------------- | ------------- |
| 1978 | Tracy Austin        | Betty Stöve            | 6–3, 6–3      |
| 1979 | Tracy Austin        | Martina Navrátilová    | 6–3, 6–2      |
| 1980 | Tracy Austin        | Sherry Acker           | 6–2, 7–5      |
| 1981 | Tracy Austin        | Martina Navrátilová    | 4–6, 6–3, 6–4 |
| 1982 | Martina Navrátilová | Tracy Austin           | 6–3, 6–3      |
| 1983 | Martina Navrátilová | Catherine Tanvier      | 6–1, 6–2      |
| 1984 | Catarina Lindqvist  | Steffi Graf            | 6–1, 6–4      |
| 1985 | Pam Shriver         | Catarina Lindqvist     | 6–1, 7–5      |
| 1986 | Martina Navrátilová | Hana Mandlíková        | 6–2, 6–3      |
| 1987 | Martina Navrátilová | Chris Evert            | 7–5, 6–1      |
| 1988 | Martina Navrátilová | Chris Evert            | 6–2, 6–3      |
| 1989 | Gabriela Sabatini   | Mary Joe Fernández     | 7–6, 6–4      |
| 1990 | Mary Joe Fernandez  | Barbara Paulus         | 6–1, 6–3      |
| 1991 | Anke Huber          | Martina Navrátilová    | 2–6, 6–2, 7–6 |
| 1992 | Martina Navrátilová | Gabriela Sabatini      | 7–6, 6–3      |
| 1993 | Mary Pierce         | Natasha Zvereva        | 6–3, 6–3      |
| 1994 | Anke Huber          | Mary Pierce            | 6–4, 6–2      |
| 1995 | Iva Majoli          | Gabriela Sabatini      | 6–4, 7–6(4)   |
| 1996 | Martina Hingis      | Anke Huber             | 6–2, 3–6, 6–3 |
| 1997 | Martina Hingis      | Lisa Raymond           | 6–4, 6–2      |
| 1998 | Sandrine Testud     | Lindsay Davenport      | 7–5, 6–3      |
| 1999 | Martina Hingis      | Mary Pierce            | 6–4, 6–1      |
| 2000 | Martina Hingis      | Kim Clijsters          | 6–0, 6–3      |
| 2001 | Lindsay Davenport   | Justine Henin          | 7–5, 6–4      |
| 2002 | Kim Clijsters       | Daniela Hantuchová     | 4–6, 6–3, 6–4 |
| 2003 | Kim Clijsters       | Justine Henin-Hardenne | 5–7, 6–4, 6–2 |
| 2004 | Lindsay Davenport   | Amélie Mauresmo        | 6–2, uppgivet |
| 2005 | Lindsay Davenport   | Amélie Mauresmo        | 6–2, 6–4      |
| 2006 | Nadia Petrova       | Tatiana Golovin        | 6–3, 7–6(4)   |
| 2007 | Justine Henin       | Tatiana Golovin        | 2–6, 6–2, 6–1 |
| 2008 | Jelena Janković     | Nadia Petrova          | 6–4, 6–3      |

### Dubbel
| År   | Mästare                                | Finalister                                       | Resultat               |
| ---- | -------------------------------------- | ------------------------------------------------ | ---------------------- |
| 1978 | Tracy Austin Betty Stöve               | Mima Jaušovec Virginia Ruzici                    | 6–3, 6–3               |
| 1979 | Billie Jean King Martina Navrátilová   | Betty Stöve Wendy Turnbull                       | 6–3, 6–3               |
| 1980 | Hana Mandliková Betty Stöve            | Kathy Jordan Anne Smith                          | 6–4, 7-5               |
| 1981 | Mima Jaušovec Martina Navrátilová      | Barbara Potter Anne Smith                        | 6–4, 6–1               |
| 1982 | Martina Navrátilová Pam Shriver        | Candy Reynolds Anne Smith                        | 6–2, 6–3               |
| 1983 | Martina Navrátilová Candy Reynolds     | Virginia Ruzici Catherine Tanvier                | 6–2, 6–1               |
| 1984 | Claudia Kohde-Kilsch Helena Suková     | Bettina Bunge Eva Pfaff                          | 6–2, 4-6, 6–3          |
| 1985 | Hana Mandliková Pam Shriver            | Carina Karlsson Tine Scheuer-Larsen              | 6–2, 6–1               |
| 1986 | Martina Navrátilová Pam Shriver        | Zina Garrison Gabriela Sabatini                  | 7-6(5), 6-4            |
| 1987 | Martina Navrátilová Pam Shriver        | Zina Garrison Lori McNeil                        | 6–1, 6–2               |
| 1988 | Martina Navrátilová Iwona Kuczyńska    | Elna Reinach Raffaella Reggi                     | 6–1, 6–4               |
| 1989 | Gigi Fernández Robin White             | Elna Reinach Raffaella Reggi                     | 6–4, 7-6(2)            |
| 1990 | Mary Joe Fernández Zina Garrison       | Mercedes Paz Arantxa Sánchez Vicario             | 7-5, 6-3               |
| 1991 | Martina Navrátilová Jana Novotná       | Pam Shriver Natalia Zvereva                      | 6-2, 5-7, 6-4          |
| 1992 | Arantxa Sánchez Vicario Helena Suková  | Pam Shriver Natalia Zvereva                      | 6-4, 7-5               |
| 1993 | Gigi Fernández Natalia Zvereva         | Patty Fendick Martina Navrátilová                | 7-6(6), 6-4            |
| 1994 | Gigi Fernández Natasha Zvereva         | Manon Bollegraf Larisa Savchenko Neiland         | 7-6(5), 6-4            |
| 1995 | Gigi Fernández Natasha Zvereva         | Meredith McGrath Larisa Savchenko Neiland        | 5-7, 6-1, 6-4          |
| 1996 | Nicole Arendt Jana Novotná             | Martina Hingis Helena Suková                     | 6-2, 6-3               |
| 1997 | Martina Hingis Arantxa Sánchez Vicario | Lindsay Davenport Jana Novotná                   | 7-6(4), 3-6, 7-6(3)    |
| 1998 | Lindsay Davenport Natasha Zvereva      | Anna Kournikova Arantxa Sánchez-Vicario          | 6-4, 6-2               |
| 1999 | Chanda Rubin Sandrine Testud           | Larisa Savchenko Neiland Arantxa Sánchez-Vicario | 6-3, 6-4               |
| 2000 | Martina Hingis Anna Kournikova         | Arantxa Sánchez-Vicario Barbara Schett           | 6-4, 6-2               |
| 2001 | Lindsay Davenport Lisa Raymond         | Justine Henin Meghann Shaughnessy                | 6-4, 6-7(4), 7-5       |
| 2002 | Lindsay Davenport Lisa Raymond         | Meghann Shaughnessy Paola Suárez                 | 6-2, 6-4               |
| 2003 | Lisa Raymond Rennae Stubbs             | Cara Black Martina Navrátilová                   | 6-2, 6-4               |
| 2004 | Cara Black Rennae Stubbs               | Anna-Lena Grönefeld Julia Schruff                | 6-3, 6-2               |
| 2005 | Daniela Hantuchová Anastasia Myskina   | Květa Hrdličková Peschke Francesca Schiavone     | 6-0, 3-6, 7-5          |
| 2006 | Lisa Raymond Samantha Stosur           | Cara Black Rennae Stubbs                         | 6-3, 6-4               |
| 2007 | Květa Peschke Rennae Stubbs            | Yung-Jan Chan Dinara Safina                      | 6-7(5), 7-6(4), (10-2) |
| 2008 | Anna-Lena Grönefeld Patty Schnyder     | Květa Peschke Rennae Stubbs                      | 6-2, 6-4               |